# ジョヴァンニ・セガンティーニ
ジョヴァンニ・セガンティーニ（Giovanni Segantini、1858年1月15日 - 1899年9月28日）は、イタリアの画家。アルプスの風景などを題材とした絵画を残し、アルプスの画家として知られている。一方で『悪しき母達』など神秘的、退廃的な作品を残したことから、作風は世紀末芸術とされることもある。

## 人物
ジョヴァンニ・バティスタ・エマヌエーレ・マリア・セガティーニはトレンティーノ地方のアルコ（当時はオーストリア＝ハンガリー帝国のティロル伯領の一部）で生まれた。ジョヴァンニは後に姓の「Segantini」の "a" の後に "n" を加えて、改姓した。ジョヴァンニはアゴスティーノ・セガティーニ（1802年 - 1866年）とマルガリータ・デ・ジラルディ（1828年 - 1865年）の第二子であった。兄のロドヴィーコはジョヴァンニが生まれた年に火事で死亡した。ジョヴァンニが生まれてから7年間、職人であった父は仕事を探して広く旅した。父がトレンティーノに戻ってきた1864年の6か月の間以外は、ジョヴァンニは母と過ごしたが、母は長男の死によって深刻な鬱病を患っていた。この時期は、母親が様々な事柄に対処できなかったため、貧困、飢餓、そして満足な教育を受けられない時期であった。
1865年の春、次第に健康を損っていた母が死亡した。父親はジョヴァンニの世話を前妻との第二子（ジョヴァンニの異母姉）のイレーネに任せ、再び仕事を探す旅に出た。父親はトレンティーノに戻ることなく翌年に死亡し、家族に何も残さなかった。遺産がなかったため、イレーネは極貧の生活をおくった。イレーネは生活費を稼ぐために単純労働に長時間従事するを得ず、ジョヴァンニは独りで生活するしかなかった。
イレーネは生活を向上させるためにミラノへの引越しを望み、1865年末に自身とジョヴァンニのオーストリア市民権の放棄を申請した。イレーネは手続きについて誤解していたか、単に最後まで手続きを行うための十分な時間がなく、自分達のオーストリア市民権が取り消されたにもかかわらず、イタリア市民権の申請を怠った。結果として、ジョヴァンニとイレーネはその後生涯にわたって無国籍となった。セガンティーニが名声を得た後、スイスが一度ならず市民権の授与を申し出たが、セガンティーニは、イタリアが真の故郷であると述べ、多くの困難にもかかわらずこれを断わった。セガンティーニの死後、スイス政府は市民権を追贈した。
7歳の時、セガンティーニは逃げ出し、後にミラノの路上で生活しているところを発見された。警察はセガンティーニをマルキオンディ教護院へ送り、セガンティーニはそこで基礎的な製靴の技術を学んだが、それ以外のことはほとんど学ばなかった。若年期のほとんどの期間、セガンティーニは読み書きがほとんどできなかった。読み書きができるようになったのは30代中頃のことである。幸運なことに、教護院付きの牧師がジョヴァンニが絵を描くのが非常に長けていることに気付き、自尊心を向上させようとこの才能を後押しした。
1873年、異母兄のナポレオーネが教護院からセガンティーニを引き取り、翌年はトレンティーノでナポレオーネと暮らした。ナポレオーネは写真館を経営しており、セガンティーニはここでこの比較的新しい芸術の基礎を学んだ。セガンティーニは後に写真の技法を絵画にも取り入れた。

## 画家としての経歴

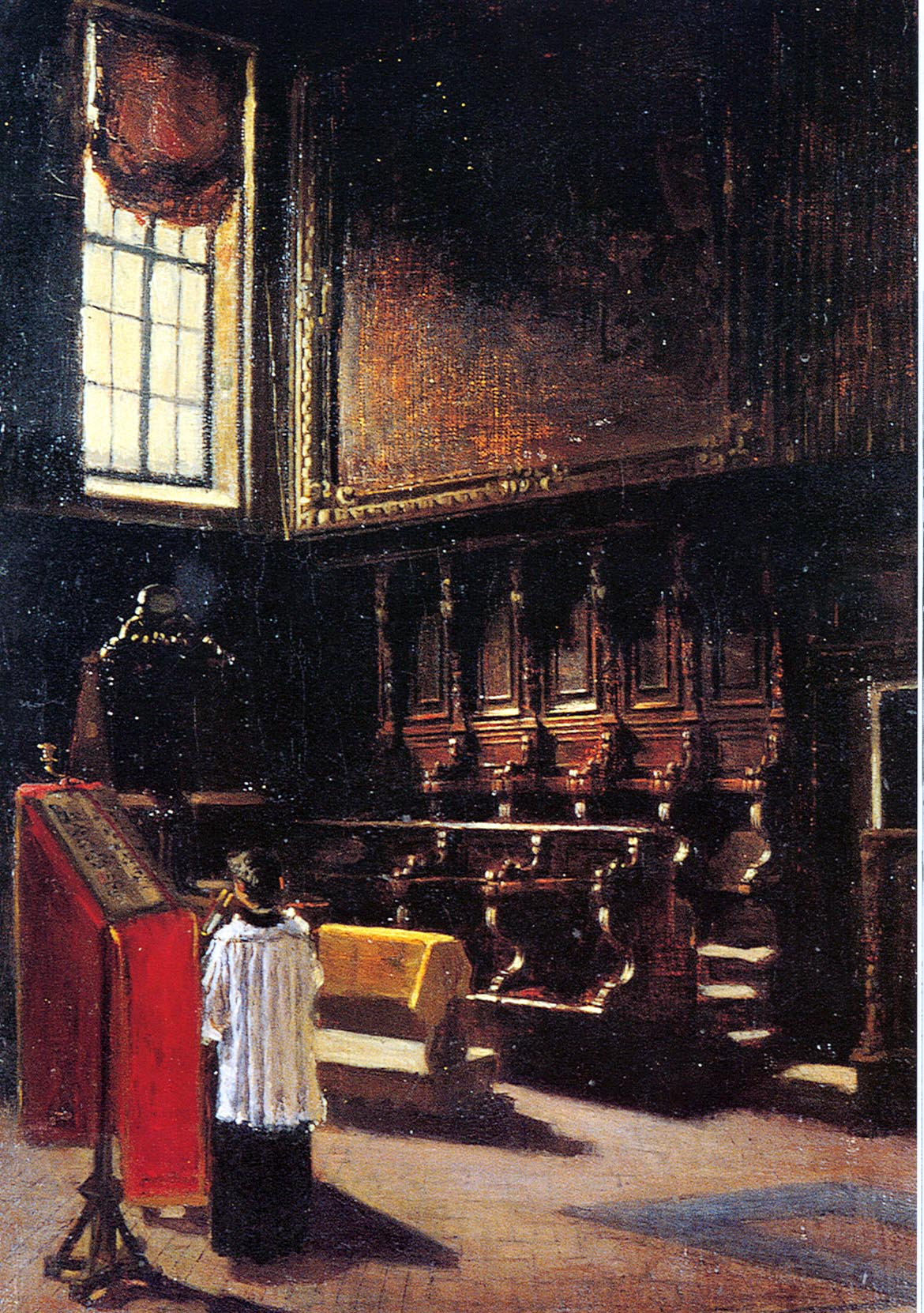
聖アントニオ合唱の間 (1879年)

翌年、セガンティーニはミラノへ戻り、ブレラ美術アカデミーの授業に出た。ここで、セガンティーニは蓬髪主義（スカピッリャトゥーラ）と呼ばれる変革運動のメンバーと友人となった。これらの芸術家、詩人、作家、音楽家達は芸術と人生の間の差異をなくすことを目指していた。当時の親友にはカルロ・ブガッティとエミリオ・ロンゴーニがいた。両者ともセガンティーニの作品や関心に深い影響を与えた。

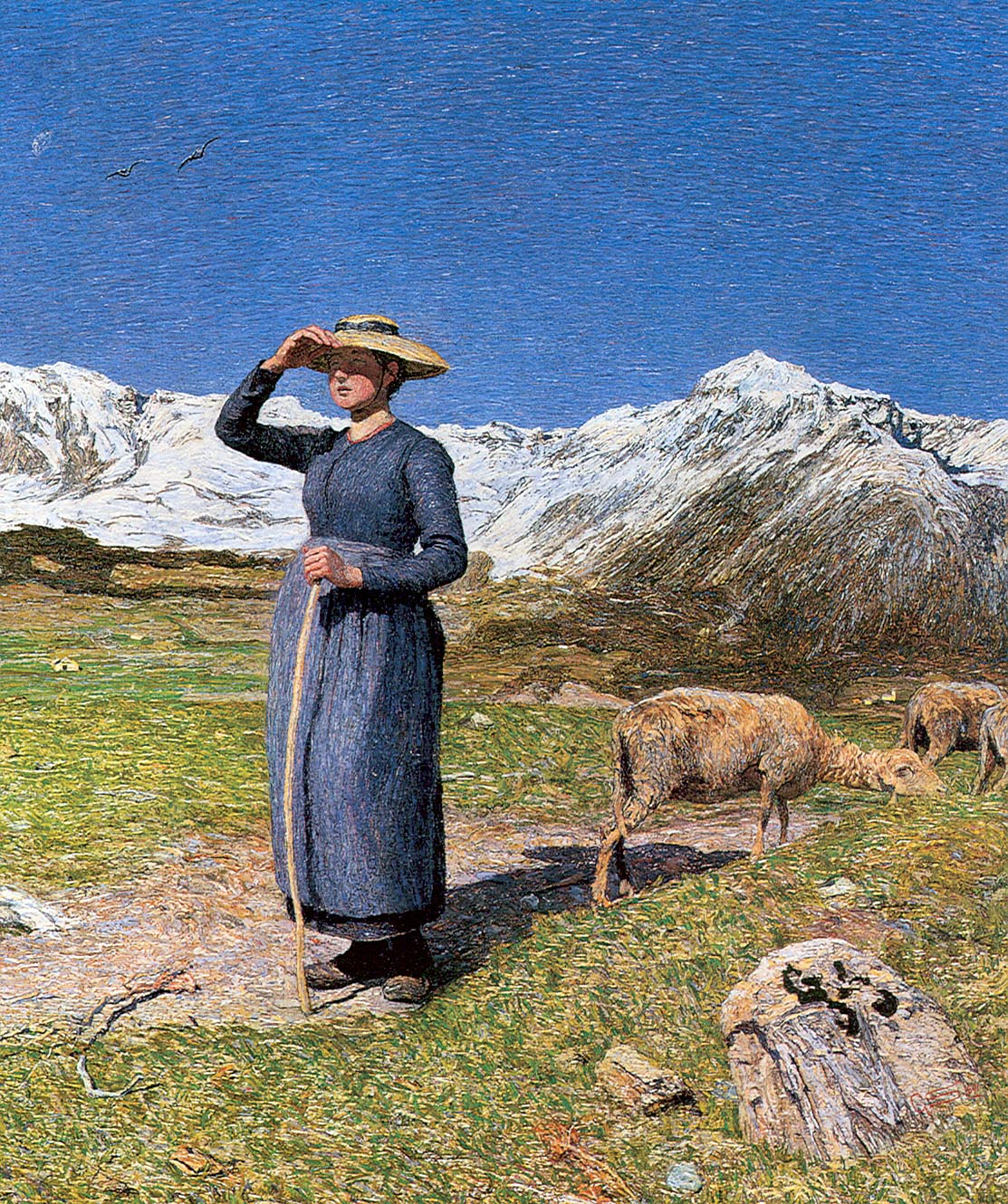
『アルプスの真昼』（1891年）。セガンティーニ美術館所蔵。

セガンティーニの最初期の作品である『聖アントニオ合唱の間』（Il Coro di Sant'Antonio）はその力強い質が評価され、1879年にミラノのSocietà per le Belle Artiが購入した。この作品に画家でギャラリー主のヴィットーレ・グルビチ・デ・ドラゴンが注目した。グルビチはセガンティーニの助言者、販売業者、そして生涯にわたる資金支援者になった。グルビチと兄弟のアルベルト（画廊の共同所有者）はセガンティーニにアントン・モーヴやジャン＝フランソワ・ミレーの作品を紹介した。これらの芸術家はどちらも長年セガンティーニの作品に影響を与えた。
同年、セガンティーニはブガッティの妹のルイージャ・ピエリーナ・ブガッティ（愛称は "ビーチェ"、1862年 - 1938年）と出会い、生涯にわたる恋愛が始まった。セガンティーニは翌年にビーチェと結婚しようとしたが、無国籍状態のため正式な法的文書を得ることができなかった。このお役所仕事的な細かい解釈に反対して、彼らは未婚のカップルとして同居することを決断した。この取り決めは当時地域に影響を及ぼしていたカトリック教会と頻繁に対立を引き起こし、地域からの非難を避けるために数年毎の転居を余儀無くされることになった。
これらの困難にもかかわらず、セガンティーニは生涯をビーチェに捧げた。セガンティーニは家を離れた時には多くの恋文をビーチェへ送り、自分が摘んだ野花を同封することもあった。ある時には手紙に「これらの見苦しい花、これらのスミレ、を私の深い愛の象徴として受け取ってください。このようなスミレを送れない春が来たら、もう私は生きている者の中にいないのです。」と書いた。

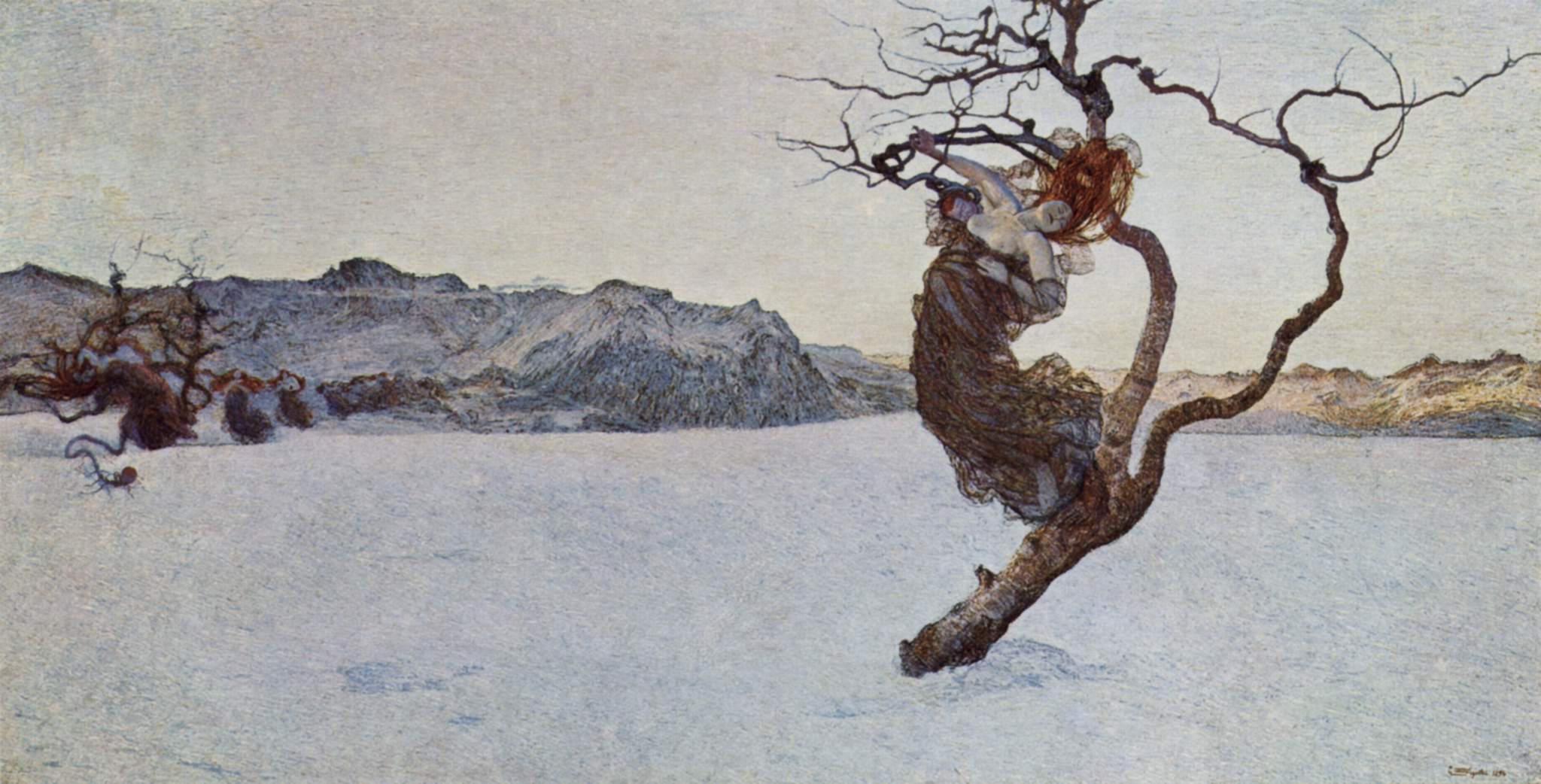
『悪しき母たち』（1894年、オーストリア・ギャラリー所蔵）。

1880年、セガンティーニとビーチェはプジアーノへ引っ越し、程なくしてカレラ村へ移った。カレラ村では友人のロンゴーニと共同生活した。セガンティーニが戸外制作を始めたのはこの美しい山並みの中であった。戸外で絵を描いている間、ビーチェはセガンティーニに本を読んでやり、最終的にセガンティーニは読み書きを習得した。後に、セガンティーニはイタリアの芸術雑誌に記事を書いたり、他の芸術家への訪問などでヨーロッパを旅した時には多くの手紙をビーチェへ送った。
当時、セガンティーニは1883年のアムステルダム万国博覧会で金賞を獲得した『湖を渡るアヴェ・マリア』（セガンティーニ美術館所蔵）の初版を描いた。名声が高まると、セガンティーニは作品の総代理人としてグルビチ兄弟と正式な契約を交わした。これによって、セガンティーニは自身の芸術性を追求するより大きな自由を得ることができた。セガンティーニとビーチェは4人の子供（ゴッタルド〔1882年 - 1974年〕、アルベルト〔1883年 - 1904年〕、マリオ〔1885年  - 1916年〕、ビアンカ〔1886年 - 1980年〕）に恵まれたが、家族は長年比較的貧困に悩まされた。ビーチェを助けるため、セガンティーニは若い家政婦、バルバラ・"バーバ"・ウッフェルを雇った。バーバはセガンティーニのお気に入りのモデルにもなった。バーバはひどい貧乏で家族が多い期間を通してセガンティーニ家と一緒に暮らしたが、当時の多くの芸術家とモデルの関係とは異なり、セガンティーニとバーバが恋愛関係にあった証拠は存在しない。
この時期、セガンティーニはバーバをモデルとして、『Le madri（母たち）』、『Sull’alpe – Dopo un temporale（アルプスにて—嵐の後）』、『Un bacio（接吻）』、『Effetto di luna（月光の効果）』（1887年; ルーアン美術館所蔵）など重要な絵画を製作した。
1886年、セガンティーニは住むのに費用が少なくて済む土地を探し、美しい山岳風景に魅かれて、家族と共にグラウビュンデン州サヴォニンに移った。1886年11月から1887年3月まで、グルビチが新居でセガンティーニ家と共に過ごした。モーヴやその他の画家の新作に興奮して、グルビチは、輝きを増すために色をより分散することをセガンティーニに提案した。セガンティーニはこの助言を『アヴェ・マリア』の第2版に取り入れた。この作品においてセガンティーニは分色主義の絵画技法を初めて使用した。セガンティーニのより大胆な様式はすぐに称賛を受け、セガンティーニはミュンヘン（『アルプスの真昼』）とトリノ（『耕起』）で金賞を受賞した。翌年、リヴァプールのウォーカー・アート・ギャラリーがセガンティーニの有名な絵画『淫蕩の罰』を購入した。
グルビチはセガンティーニに象徴主義の概念を紹介したと考えられている。フランスの芸術家との繋りによって、グルビチは当時の直近に出版されたジャン・モレアスによる象徴主義宣言について知っていただろう。このエッセイシャルル・ボードレール、ステファヌ・マラルメ、ポール・ヴァレリーによって率いられた当時生まれたばかりの文学運動に視覚芸術家達を紹介したものとして評価されている。
ブリュッセルで1890年に開かれた「20人展」に招待され、セガンティーニは展示室を与えられた。このような栄誉はセザンヌ、ゴーギャン、ファン・ゴッホといった偉大な画家に与えられたものであった。セガンティーニの名声はヨーロッパ中で高まっていたものの、無国籍であったセガンティーニは旅券を得ることができず、国際展覧会に出席することはなかった。名声にもかかわらず政府が彼に市民権を授与しないことにいら立ったセガンティーニは、サヴォニンの州税の支払いを拒否した。債権者が追い回してきたため、一家はスイス国内のエンガディン谷（標高1,815メートル）へ移った。ここでは、高山の山道と澄んだ光が続く5年間にわたってセガンティーニの主な題材となった。
より高地へと移った後、セガンティーニは哲学を学び始め、人生の意味や自然界における自身の位置に疑問を投げ掛けた作家らに注意を向けた。セガンティーニはメーテルリンクやダンヌンツィオ、ゲーテ、そして特にニーチェを学んだ。ニーチェには深く魅了され、『ツァラトゥストラはこう語った』の初のイタリア語訳のためにイラストを描いた。
セガンティーニはジョヴァンニ・ジャコメッティ（アルベルト・ジャコメッティの父）と知り合いになった。ジャコメッティは後にセガンティーニの死に際して彼の肖像画を描き、セガンティーニのいくつかの未完の作品を死後に完成させた。セガンティーニは、色彩技法を称賛していたイタリアの新印象派画家ジュゼッペ・ペリッツァ・ダ・ヴォルペードとも出会い、長く文通した。
セガンティーニはイタリアで認知度を高め続け、1894年にミラノのスフォルツェスコ城で自身の作品19点を展示した回顧展を行った。1895年の第1回のヴェネツィア・ビエンナーレにて、セガンティーニは『故郷への帰還（Il ritorno al paese natio、《帰郷》）』でイタリア国家賞を受賞した。1896年にはミュンヘン分離派においてセガンティーニの作品のために1部屋全体が充てられるなど、さらに名声を高めた。ミュンヘンでセガンティーニの絵画『L'ora mesta（悲しい時間）』を見た後、ベルリン旧国立美術館の館長がこの作品を美術館のために購入した。同年、『耕起（L’aratura）』がミュンヘンのノイエ・ピナコテークによって購入された。
1897年、セガンティーニは地元のホテルのグループから、1900年のパリ万国博覧会で特別に建設された円形ホールで展示されるエンガディン渓谷の巨大なパノラマ画を製作するよう依頼された。このプロジェクトのため、セガンティーニはほとんど屋外で作業を行い、頑丈な木製シェルターで覆われた大きな複数のキャンバス上に絵を描いた。しかしながら、完成前に、財政的理由からプロジェクトは規模縮小することとなった。セガンティーニは作品構想を『生命』、『自然』、『死』（セガンティーニ美術館所蔵）と呼ばれる大型のトリプティク（三連作）へと再設計した。この作品は現在セガンティーニの最も有名な作品である。セガンティーニは死去するまでこの作品の製作を続けた。
国際的芸術家としてのセガンティーニの重要性は、同年オーストリア国家がセガンティーニの作品だけを展示する豪華なモノグラフに融資したことで、さらに確立された。ヨーロッパ中の美術館がセガンティーニの絵画を買い争った。例えば、『信仰の慰み（Il dolore confortato dalla fede、《信仰によって慰められた痛み》）』はハンブルク美術館が、『悪しき母たち』はウィーン分離派が購入した。1899年、ブリュッセルの美術協会の年次展示会にてセガンティーニの作品のために一部屋全体が充てられた。
「アルプス三部作」の3作目『自然』（セガンティーニ美術館所蔵）の完成を切望し、セガンティーニはシャフベルク近くの高地へと戻った。高い標高と作品製作の速さはセガンティーニの健康に悪影響を与え、9月半ばにセガンティーニは急性腹膜炎で体調を崩した。2週間後、セガンティーニは死去した。息子のマリオと長年の連れ合いビーチェがセガンティーニを看取った。
11月を終わり、セガンティーニ作品の追悼展覧会がミラノで行われた。2年後、今日に至るまで最大のセガンティーニ回顧展がウィーンで行われた。1908年、サンモリッツにセガンティーニ美術館が開設された。美術館の設計はエンガンディンのパノラマ画のためのパビリオンのためのスケッチの1枚から発想を得ている。

## 作品
セガンティーニは、これまでにない画法でアルプスの風景画を描き、芸術界を驚かせた。アルプスのような高山は空気がうすく、描く対象となるものの輪郭が明瞭であるため、ヨーロッパの平地の風景などを描くのに用いられてきた、風景を単純化して描く印象派風の技法では、高山の風景を描写することが困難であった。そのため、セガンティーニ以前に高山を描いて成功したものはなかった。セガンティーニは印象派の技法を取り入れつつ、澄んだ空気によって明瞭に見える細部を省略せずに描いた。そのため、山岳の構成などは極めて精緻に描かれている一方、絵全体の眺めには統一性がある。
晩年には象徴主義的な作品を制作するようになったが、セガンティーニのスタイルや主題が急に変化したわけではなく、初期の作品にあった特徴が現れていると指摘されている。また一貫した作品の特徴として、自らの母を幼い時に失ったことに起因する、神聖な『母愛』が指摘される。母親は「良い母」として描かれることもある一方、「悪い母」として表現されることもあった。前者の作品としては『二つの母』、後者の作品としては『悪しき母達』などが挙げられる。また、アルプスの農民の悲哀に触れたことによって、作品に『哀愁』が表現されるようになったとも指摘されている。
セガンティーニの作品は、度々ミレーと比較されることがある。しかしセガンティーニがミレーの作品に影響を受けたわけではなく、二人が同じ田舎の農民として暮らしたということに起因する類似であるとされる。

## ギャラリー

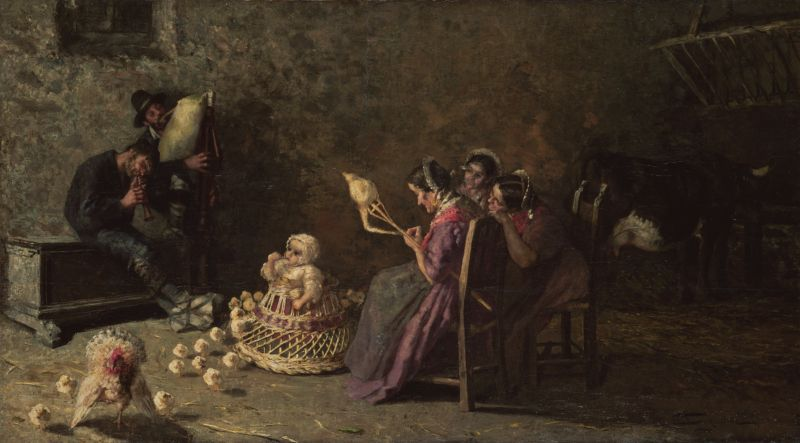
バグパイプを吹くブリアンツァの男たち （1883-1885年、国立西洋美術館所蔵）
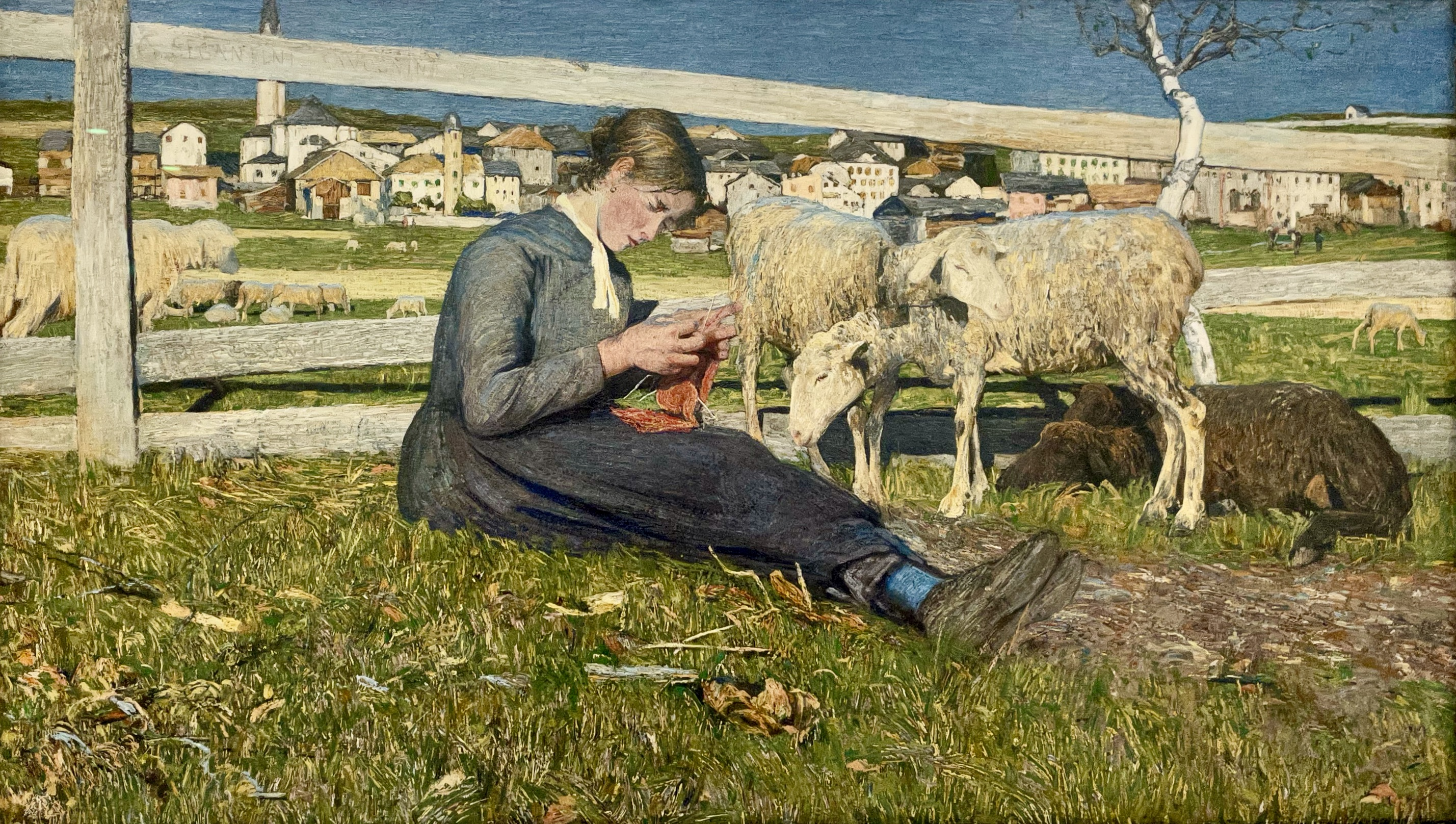
編み物をする娘 （1888年、チューリヒ美術館所蔵）
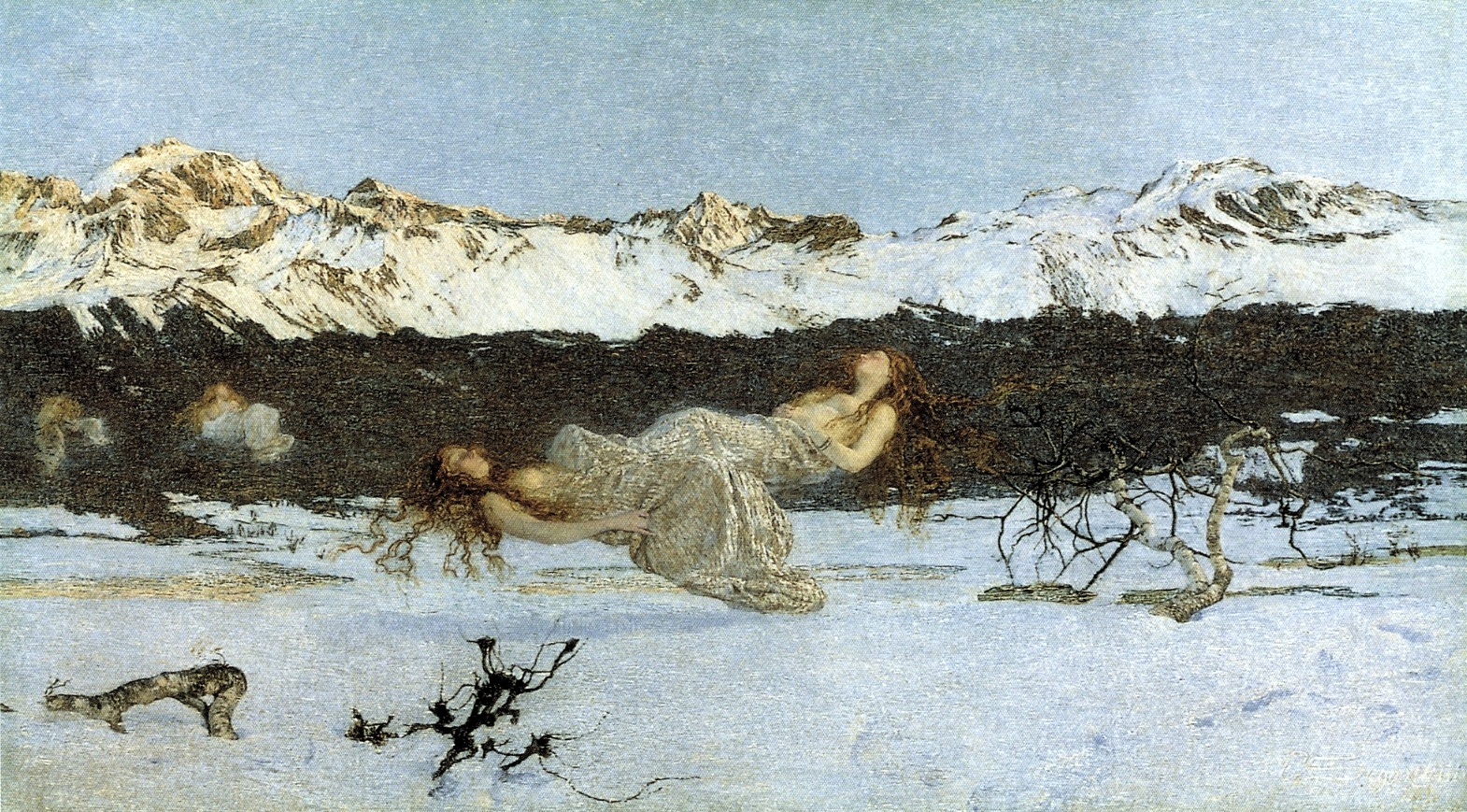
淫蕩の罰（涅槃のプリマ） （1891年、チューリヒ美術館所蔵）
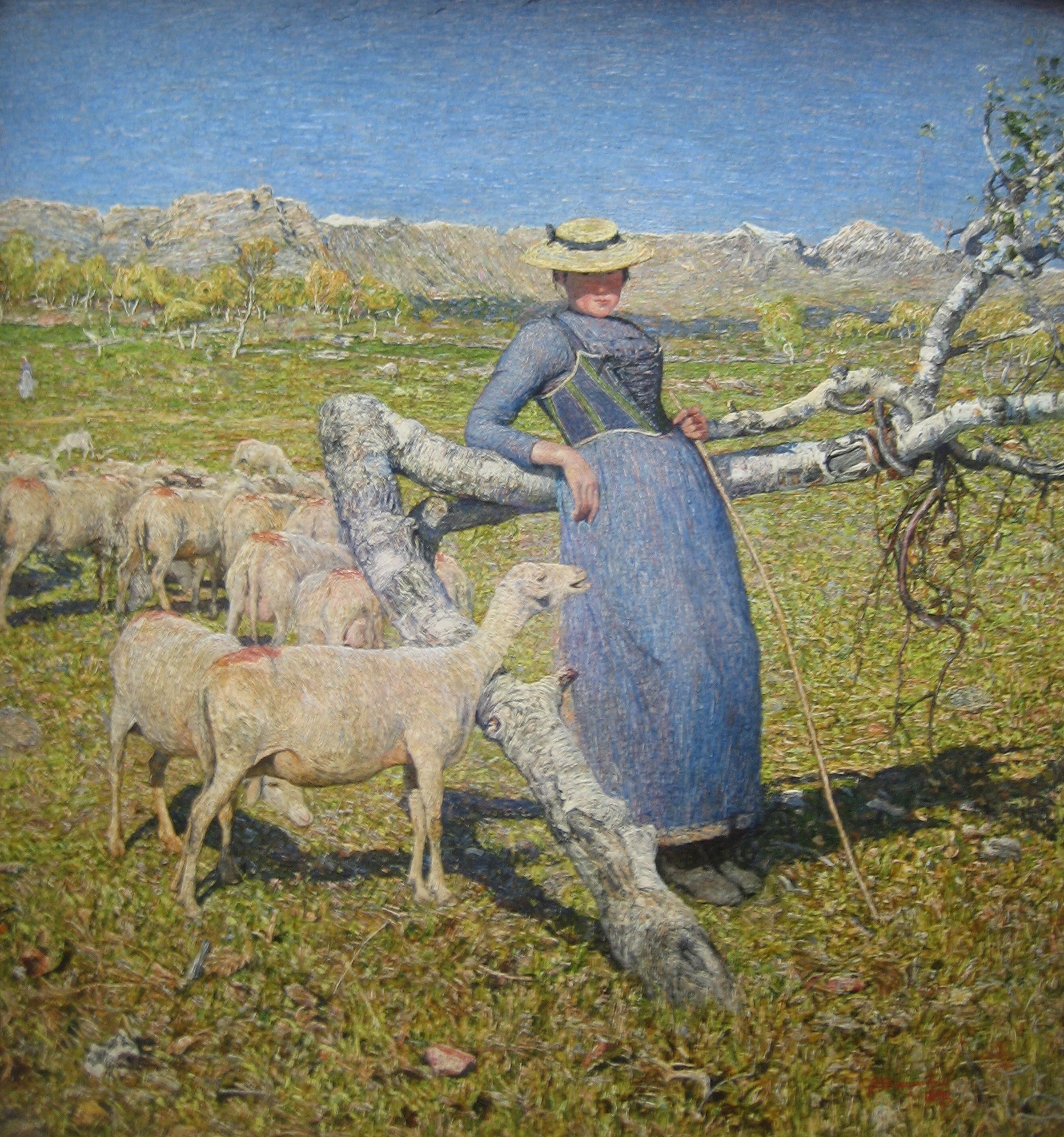
アルプスの真昼 （1892年、大原美術館所蔵）
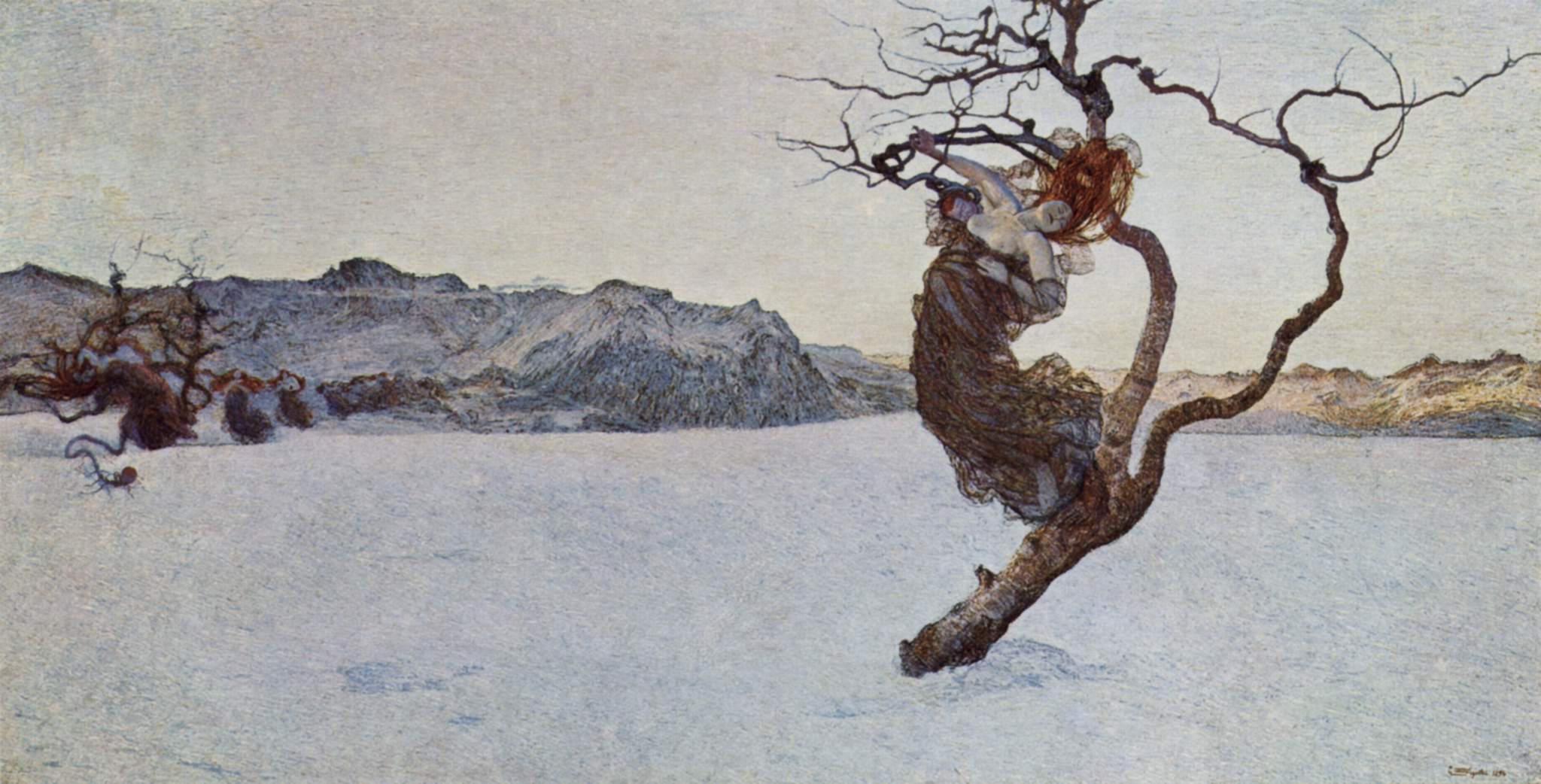
悪しき母達（嬰児殺し） （1894年、オーストリア・ギャラリー所蔵）
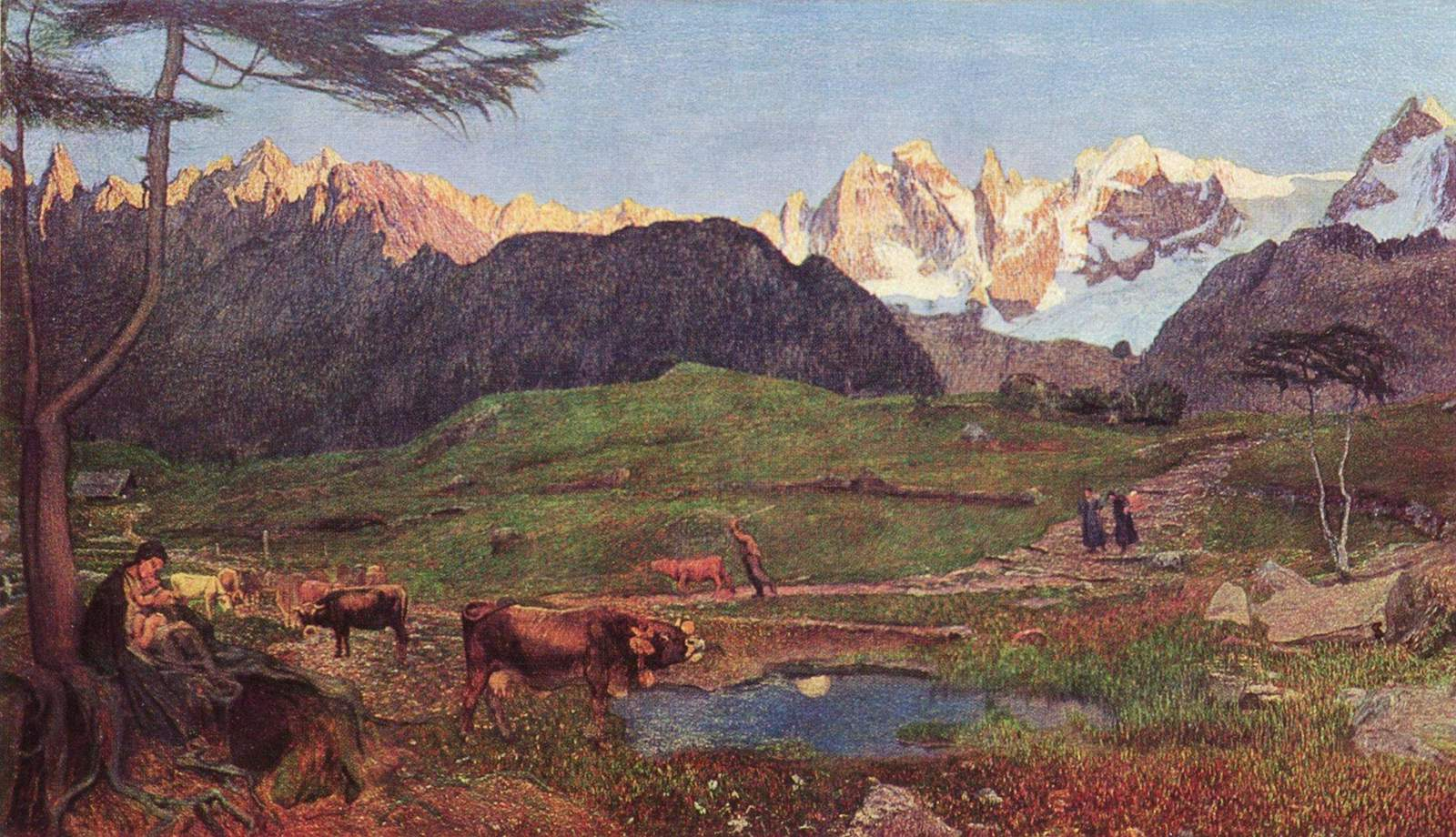
アルプス三部作: 生 （1898-1899年、セガンティーニ美術館所蔵）
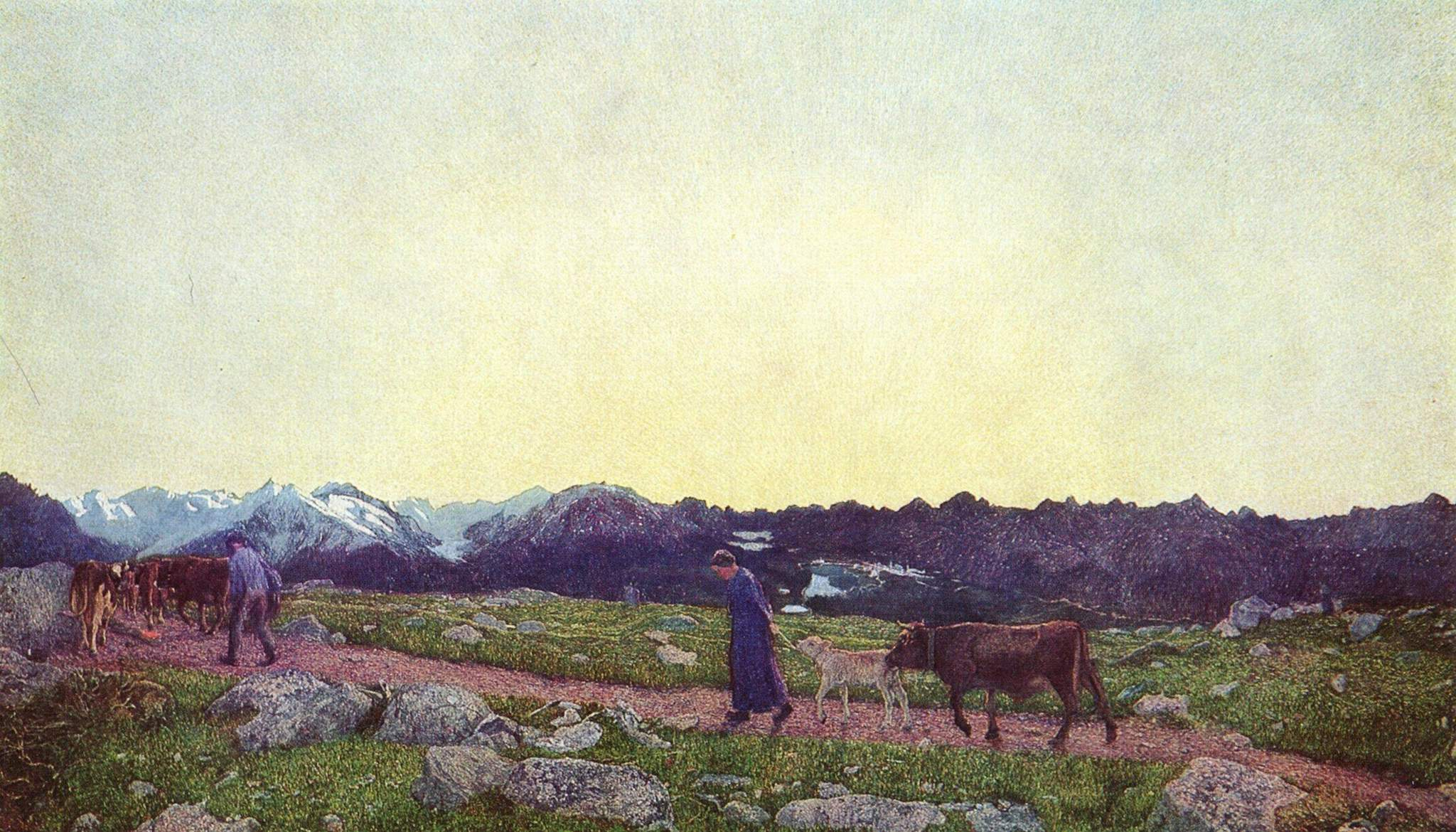
アルプス三部作: 自然 （1898-1899年、セガンティーニ美術館所蔵）
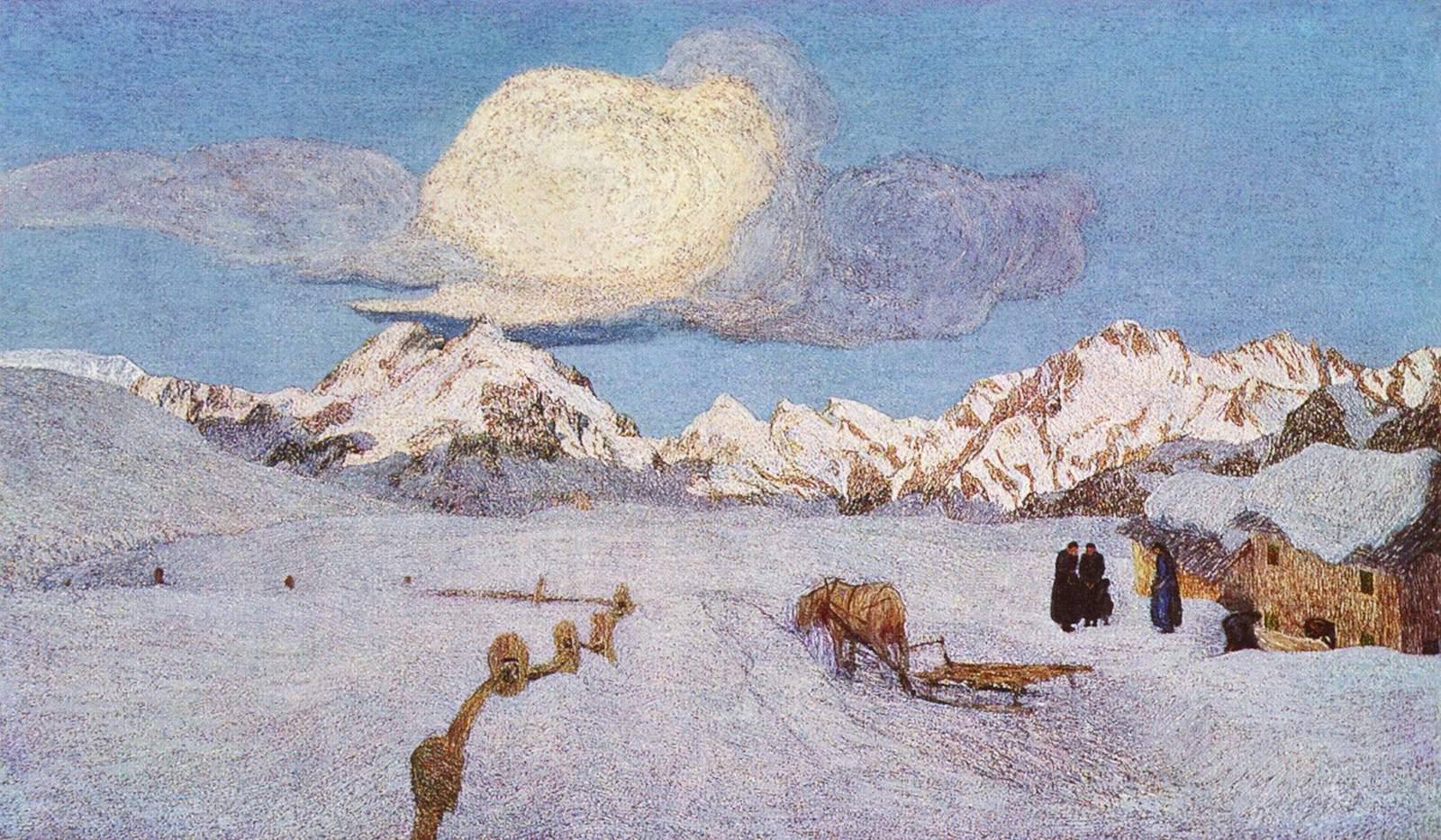
アルプス三部作: 死 （1898-1899年、セガンティーニ美術館所蔵）